# Figurspil
Figurspil er spil der inkluderer to eller flere spillere der hver især spiller med et antal figurer. Figurerne er som oftest historiske og spillene er ligeledes med udgangspunkt i historiske situationer. Figurerne omtales ofte som tinsoldater.
Figurspil kendes også fra de populære Warhammer-spil fra Games Workshop. Essensen i figurspil er at spillerne hver især styrer en deling soldater i forskellige perioder og verdener og skal opfylde bestemte mål. Spillene er oftest af militær natur, med enkelte undtagelser (som f.eks. Blood Bowl som er et voldeligt sportsspil i en fantasy-verden), og giver spillerne muligheden for at benytte sig af strategiske og taktiske løsninger for at opnå et mål.
Der findes utallige måder at spille det på, men fælles for alle figurspil er, at de kræver brugen af små tinsoldater, som er kendt allerede tilbage i 1700-tallet og måske endda tidligere end det.
Oftest benytter man sig af terninger til at give et variabelt udfald af en given træfning, men de systemer, der bliver brugt kan også spænde sig over at benytte sig af tabeller, kort og endda at skyde små plastikkugler efter figurene.
Man mener at figurspils regler har to mulige steder, hvorfra det tager sin begyndelse. Det menes, at den tyske hær gjorde brug af et sæt regler med terninger og andre af de ting, som kendes fra moderne figurspilsregler (deriblandt terræn, morale, effektivitet). Spillet blev ganske enkelt kaldt "Kriegsspiel" og blev brugt til at træne officerer i taktik og strategi.
Et andet sted, som man er mere sikker på, er forfatteren H.G. Wells' Little Wars som er et simpelt sæt regler til at udkæmpe krig med de tinsoldater som man kunne købe i 1900-tallet. Efter sigende skulle H.G. Wells selv have spillet dette spil ved flere lejligheder.
De oprindelige regler for rollespillet Dungeons and Dragons udsprang af figurkrigsspil tilpasset et fantasy-miljø.